# 부처꽃
부처꽃은 부처꽃과에 속하는 여러해살이풀이다. 학자에 따라 털부처꽃(Lythrum salicaria)의 아종으로 분류하기도 한다.

## 생태
밭둑이나 습지에서 나는데, 제주도, 충청북도, 강원도, 경기도, 함경남도, 함경북도와 일본에 분포한다. 줄기 높이는 50~100cm쯤 되며 곧게 서고 밑에서 가지가 갈라진다. 잎은 마주 나며 잎자루가 거의 없고 바소꼴이다. 꽃은 7~8월에 보랏빛으로 핀다. 꽃잎은 여섯 개이고 긴거꿀달걀꼴이다. 수술은 12개이다. 열매는 9월에 익으며 두 갈래로 갈라져 씨가 나온다.

## 쓰임새
관상용이고, 한방에서는 말린 것을 천굴채라 하여 설사를 막는 약으로 지사제(止瀉劑)로 쓴다.

## 재배 및 관리
습하고 빛이 잘 드는 곳에 심는다. 생명력이 강해 척박한 땅에서도 잘 자란다. 한번 자리를 잡으면 포기가 계속 불어나 좁은 정원에서는 문제가 될 수도 있다. 가을에 받은 씨를 바로 뿌리면 이듬해 봄에 싹이 트고, 어느 정도 자란 모종을 옮겨심으면 그해에 꽃을 볼 수 있다. 유영지님의 탄생화이기도 하다.

## 참고 자료
- 송홍선·하정옥, 《인천하천 생물도감》(풀꽃나무, 2005)